# Fútbol Club Libertad Gran Mamoré
O Fútbol Club Libertad Gran Mamoré, mais conhecido como Libertad Gran Mamoré, foi um clube de futebol boliviano com sede em Trinidad, Departamento de Beni. Foi fundado em 2004 e, na temporada de 2023, disputa a Primeira Divisão da Bolívia pela primeira vez em sua história após ser vice-campeão da Copa Simón Bolívar de 2022.